# 萨克维尔·卡登

萨克维尔·卡登（Sackville Hamilton Carden，1857年—1930年）是一位英国海军上将，并在第一次世界大战期间指挥英国海军在地中海的战役。

## 早年生活
萨克维尔·卡登出生在爱尔兰的帕拉内（Barnane），是安德鲁卡登和安妮伯克利第三个儿子。虽然他的父亲和祖父曾在军队服役，但是他选择成为海军，并在1870年加入了英国皇家海军。

## 军事生涯
他早期的职业生涯的是在埃及和苏丹，后来在哈里罗森领导下参加1897年贝宁的远征。两年后他晋升上尉，并在1908年升任海军少将。在两年里他只是领取半薪，他分配到大西洋舰队。回到伦敦厚，他在英国海军部服务直到1912年8月，这时候他出任马耳他的港口总督。在1914年9月，他出任英國皇家海軍地中海艦隊司令并接受一位法国海军上将的领导。
奥斯曼帝国在1914年11月决定加入同盟国一方的战争，卡登奉英国海军部之命制定一项战略，在次年一月以军事行动强行打开达达尼尔海峡,开始了加里波利之战。卡登的计划是沿着达达尼尔海峡破坏土耳其的防御工事，并在两岸同时进行了慢慢地了广泛的扫雷行动。
一开始1915年月初至2月19日三月初英法軍隊在达达尼尔海峡军事行动还蛮顺利的，当準備登陆擴大戰果時，隱蔽在陣地中的土耳其士兵一起開火，结果把正在攀登懸崖的英軍也打了個措手不及。3月3日，聯軍的首輪登陸行動宣告失敗，卡登上將因为生病也被當作傷員送回英國。因为健康状况及战况的不利他被解除指挥权，并由约翰·德·罗贝克上將取代。
他后来在英国受封海军上将军衔并在两年后退休，在1930年寿终正寝，享年73岁。